# Emery Molyneux
Emery Molyneux († im Juni 1598 in Amsterdam) war der erste Hersteller von Globen in England (unter anderem 1592).

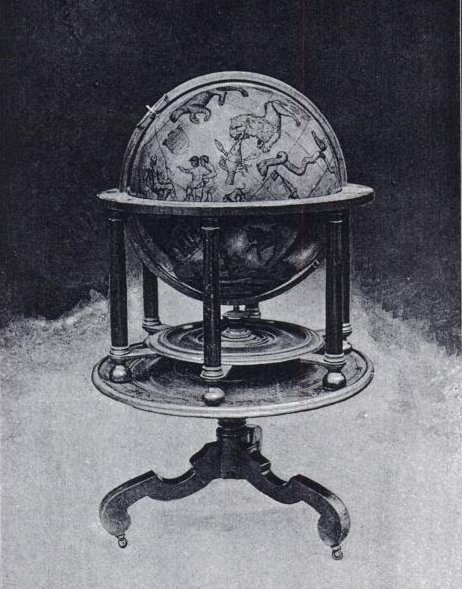
Himmelsglobus von Molyneux im Middle Temple

## Leben
Molyneux war ein Instrumentenmacher unter anderem von Stundengläsern und Kompassen in London mit einer Werkstatt in Lambeth. Auf Vorschlag von John Davis erteilte ihm der wohlhabende Kaufmann William Sanderson den Auftrag für die Herstellung von Globen mit einer anfänglichen Investition von 1000 Pfund. Die Informationen holte er sich von Seefahrern und aus Navigationshandbüchern. Er selbst hatte auch seemännische Erfahrung, er hatte Francis Drake 1577 bis 1580 auf dessen Weltumsegelung begleitet. Er scheint Informationen von Walter Raleigh erhalten zu haben und hatte möglicherweise auch Thomas Cavendish 1587/88 auf dessen Weltumsegelung begleitet und John Davis. Neben Wright hatte er Kontakt zum Arzt und Astrologen Simon Forman, zum Mathematiker Robert Hues und zum flämischen Kartographen Jodocus Hondius, der 1584 bis 1593 in London lebte.
Die Fortschritte bei der Herstellung des Globus wurden von Richard Hakluyt 1589 in seinem The Principal Navigations erwähnt und 1591 präsentierte Molyneux der Königin Elizabeth Entwürfe der Weltkarten. Mehrere Bücher erschienen zu den Globen (Thomas Hood 1592, Robert Hues 1594, Thomas Blundeville 1594), auch von Molyneux selbst 1592, was aber verloren ist. Neben Erdgloben stellte er auch Himmelsgloben her als Kopie von Globen von Gerhard Mercator. Die Globen gab es in verschiedenen Ausführungen, die teuersten zu 20 Pfund. Sanderson gab je ein Paar Erd- und Himmelsgloben an die Universität Oxford und Cambridge. Von seinen Globen sind noch sechs erhalten, davon ein Paar Erd- und Himmelsgloben im Middle Temple in London. Ein Erdglobus ist in Petworth House in West Sussex und ein Himmelsglobus im Hessischen Landesmuseum Kassel (der früher vorhandene Erdglobus ist wahrscheinlich im Zweiten Weltkrieg zerstört). Von den kleineren Globen (die vielfach auf Schiffen benutzt wurden) ist keiner erhalten. Die Globen werden von William Shakespeare in der Komödie der Irrungen erwähnt und von Thomas Dekker (The Gull’s Hornbook 1609).

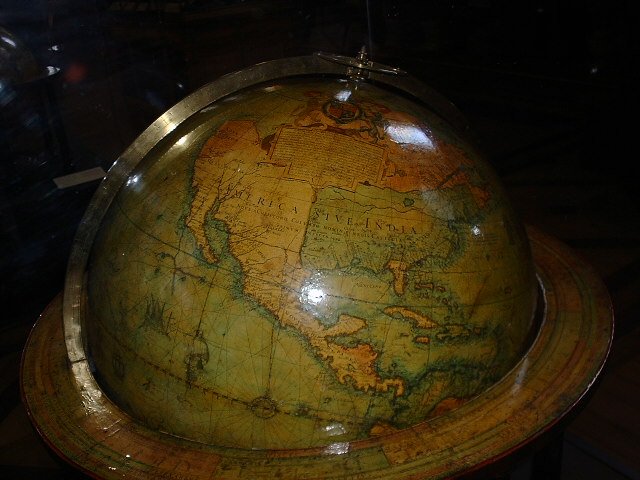
Erdglobus aus dem Middle Temple, 1592

Richard Hakluyt veröffentlichte in der zweiten Auflage der Principal Navigations 1599 die sogenannte Wright-Molyneux-Weltkarte, die die Mercator-Projektion verwendet. Dabei arbeitete Molyneux mit dem Mathematiker Edward Wright zusammen.

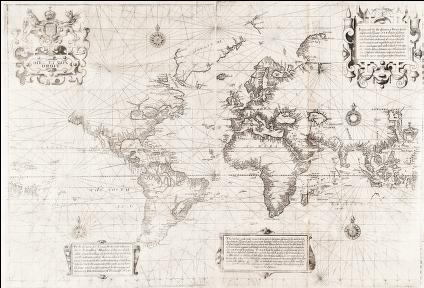
Weltkarte 1599, Molyneux-Wright

In den 1590er Jahren wandte er sich der Entwicklung und Herstellung von Kanonen zu und bot der englischen Regierung seine Kanone zur Küstenverteidigung an. Als dies keine Früchte trug, ging er mit seiner Frau 1596/97 nach Amsterdam und bot dort seine Kanone an. Dort war man interessiert und erteilte ihm 1598 ein Patent, er starb aber bald darauf. Wahrscheinlich hoffte er auch von Amsterdam aus besser Globen an europäische Kunden verkaufen zu können. Seine Pläne und Druckplatten für Globen verkaufte er wahrscheinlich an Hondius. Da seine Witwe von den Niederländern eine wohltätige Unterstützung von 50 Florins erhielt, starb er wohl in Armut.
Nach seinem Tod wurden Globen erst wieder in den 1670er Jahren in England hergestellt.